# (3347) Konstantin
(3347) Konstantin es un asteroide perteneciente al cinturón de asteroides, descubierto el 2 de noviembre de 1975 por Tamara Mijáilovna Smirnova desde el Observatorio Astrofísico de Crimea (República de Crimea).

## Designación y nombre
Designado provisionalmente como 1975 VN1. Fue nombrado Konstantin en honor al ingeniero y aviador soviético Konstantin Aleksejeviĉ Kalinin.